# Óscar Montalva
Óscar Segundo Montalva Núñez (* 6. August 1938 in Santiago; † 28. August 1997 in Melbourne) war ein chilenischer Fußballspieler. Der Abwehrspieler absolvierte ein Länderspiel für Chiles Nationalmannschaft und wurde auf Vereinsebene zwei Mal nationaler Meister.

## Karriere

### Verein
Óscar Montalva begann das Fußballspielen bei Flamengo aus Santiago und kam 1952 in die Jugend vom CSD Colo-Colo. Mit 21 Jahren schaffte Negro, wie er auch genannt wurde, den Sprung in den Profikader. Hatte er in der Jugend noch als zentraler Verteidiger gespielt, setzte ihn Trainer Hugo Tassara als Außenverteidiger ein. Die Albos blieben der einzige Verein in seiner Karriere, für den Montalva auflief. Er gewann die beiden Meisterschaften 1960 und 1963. 1969 beendete er nach 193 Ligaspielen seine Karriere und wanderte 1971 nach Australien aus, wo er ein Projekt zur sportlichen Entwicklung von Kindern leitete.

### Nationalmannschaft
Óscar Montalva absolvierte unter Francisco Hormazábal im Juli 1963 sein einziges Länderspiel für die Nationalmannschaft Chiles. Beim 0:0-Unentschieden in der Copa Juan Pinto Durán gegen Uruguay spielte er die vollen 90 Spielminuten.

## Erfolge
Colo-Colo
- Chilenischer Meister: 1960, 1963